# Джимшер Рехвіашвілі
Джимшер Рехвіашвілі, псевдонім — Дато Кардава (груз. ჯიმშერ რეხვიაშვილი (დათო ქარდავა); (нар. 4 вересня 1968) — грузинський поет, журналіст.

## Біографія
У 1992 році закінчив фізичний факультет Тбіліського державного університету. Понад 20 років веде активну журналістську діяльність і паралельно пише прозові твори. Його перші оповідання були надруковані в журналі Arial у 90-х роках минулого століття.
З 2002 року — кореспондент і блогер Тбіліського бюро Радіо Свобода.
Свою першу прозову збірку «Ноеві голуби» він опублікував у 2005 році. У 2011 році вийшов його розлогий нарис «Читання в туалеті». Обидві книги були номіновані на літературну премію Саба. Володар багатьох журналістських та літературних премій. Його оповідання неодноразово входили до збірки найкращих оповідань року. У 2011 році його розповідь увійшла до антології грузинського оповідання 21 століття. У 2013 році видав збірку нарисів про річку Мткварі — Мткварі та її два береги, в якій один нарис отримав третю премію на конкурсі критики, есеїстики, публіцистики, оголошеному літературною газетою.
У 2015 році у видавництві «Інтелект» вийшла друком прозова збірка Дато Кардави «Рука Ісава», яка у 2016 році отримала найкращу прозову збірку/роман року в номінації «Літера», об'єднану літературну премію Міністерства культури та охорони пам'яток Грузії. і Будинок письменників Грузії.
У 2016 році вийшла його наступна книга «Хижаки в міському середовищі».